# میرلا تنکوف
میرلا تنکوف (انگلیسی: Mirela Tenkov؛ زادهٔ ۱۲ مارس ۱۹۹۰) بازیکن فوتبال اهل صربستان است.
وی همچنین در تیم ملی فوتبال Serbia بازی کرده‌است.